# 短蒴圆叶报春
短蒴圆叶报春（学名：Primula caveana）为报春花科报春花属下的一个种。

## 扩展阅读
- 維基物種上的相關：短蒴圆叶报春